# カロジェロ
カロジェロ（フランス語：Calogero、1971年7月30日 - ）は、フランスの歌手、作曲家。イゼール県エシロル市出身。

本名：カロジェロ・ジョセフ・サルヴァトーレ・マウリーチ（Calogero Joseph Salvatore Maurici）。

## 略歴
1987年、兄とフランシスマギュウイユ（Francis Maggiulli）と組んだバンドLes Chartsで16歳でデビュー。
1999年、Au milieu des autresでソロデビュー。
2002年、2作目のアルバムCalogeroで人気を博す。
2004年にフランス文化省による芸術文化勲章を受賞。
2020年には8作目のソロアルバムCentre villeを発表。
2023年にアルバムA.M.O.U.Rを発表した。